# World Series 1951
Le World Series 1951 sono state la 48ª edizione della serie di finale della Major League Baseball al meglio delle sette partite tra i campioni della National League (NL) 1951, i New York Giants e quelli della American League (AL), i New York Yankees. A vincere il loro quattordicesimo titolo furono gli Yankees per quattro gare a due.
Questo fu il terzo di una serie record di cinque trionfi consecutivi per gli Yankees. Furono le ultime World Series per Joe DiMaggio, che si ritirò subito dopo, e le prime per i rookie Willie Mays e Mickey Mantle. Furono anche le prime World Series a venire trasmesse in televisione in tutti gli Stati Uniti.

## Sommario
I New York Yankees hanno vinto la serie, 4-2.
| Gara | Data       | Stadio                                     | Stadio         | Tempo | Pubblico |
| ---- | ---------- | ------------------------------------------ | -------------- | ----- | -------- |
| 1    | 4 ottobre  | New York Giants – 5, New York Yankees – 1  | Yankee Stadium | 2:58  | 65.673   |
| 2    | 5 ottobre  | New York Giants – 1, New York Yankees – 3  | Yankee Stadium | 2:05  | 66.018   |
| 3    | 6 ottobre  | New York Yankees – 2, New York Giants – 6  | Polo Grounds   | 2:42  | 52.035   |
| 4    | 8 ottobre  | New York Yankees – 6, New York Giants – 2  | Polo Grounds   | 2:57  | 49.010   |
| 5    | 9 ottobre  | New York Yankees – 13, New York Giants – 1 | Polo Grounds   | 2:31  | 47.530   |
| 6    | 10 ottobre | New York Giants – 3, New York Yankees – 4  | Yankee Stadium | 2:59  | 61.711   |

## Hall of Famer coinvolti
- Umpire: Al Barlick
- Yankees: Casey Stengel (man.), Bill Dickey (all.), Yogi Berra, Joe DiMaggio, Mickey Mantle, Johnny Mize, Phil Rizzuto
- Giants: Leo Durocher (man.), Monte Irvin, Willie Mays